# لوئیز (میسیسیپی)
لوئیز (به انگلیسی: Louise) شهرکی در ایالت میسیسیپی کشور ایالات متحده آمریکا است که جمعیت آن در سرشماری سال ۲۰۱۰ میلادی، ۱۹۹
نفر بوده‌است.